# Le Québec est mort, vive le Québec !
Albums de Loco Locass
2004 : Amour Oral
Le Québec est mort, vive le Québec! est le troisième album studio du groupe de rap québécois Loco Locass, sorti le 12 juin 2012. Le premier single, [Wi], est sorti le 16 mai 2012.

## Liste des chansons
Toutes les chansons, sauf mention contraire, sont composées par Chafik. Les paroliers sont indiqués entre parenthèses.
| 1.    | "[Wi]" (Biz, Batlam, Chafik) | 4:06 |
| 2.    | "Le mémoire de Loco Locass" (Biz) | 3:51 |
| 3.    | "La trahison des marchands" (Biz, Batlam) | 3:06 |
| 4.    | "Secondaire" (Biz, Chafik) | 3:56 |
| 5.    | "Du joufflu" (Biz, Batlam, Chafik) | 4:39 |
| 6.    | "Tout le monde est malheureux" (Gilles Vigneault (nouvelles paroles: Biz, Batlam, Chafik) / musique: Gilles Vigneault (arrangements: Biz, Batlam, Chafik)) | 3:58 |
| 7.    | "Kevin et Gaétan" (Biz) | 4:58 |
| 8.    | "Tous les jours" (Batlam) | 3:22 |
| 9.    | "M'accrocher? (version tourmentée)" (Biz) | 4:46 |
| 10.   | "Occupation double" (Batlam) | 4:28 |
| 11.   | "Le but" (Biz, Batlam, Chafik) | 5:22 |
| 12.   | "La perle" (Batlam) | 2:51 |
| 13.   | "Les géants" (Biz, Batlam) | 4:58 |
| 56:16 | |      |

| 14. | Wendigo | 16:02 |

## Crédits

### Loco Locass
- Biz - Rappeur, Parolier, Collaboration aux arrangements
- Batlam - Rappeur, Parolier, Collaboration aux arrangements
- Chafik - Rappeur, Parolier, Compositeur, Réalisateur, Arrangeur

#### Collaborations spéciales
- Gilles Vigneault - Voix sur "Tout le monde est malheureux"
- Jean-Philippe Pelletier - Basse sur "[Wi]", "Le mémoire de Loco Locass", "Tous les jours", "M'accrocher?" et "Les géants"; voix sur "M'accrocher?"
- Jean-Sébastien Nicol - Batterie sur "Tous les jours" et "Le but"
- Sheila Hannigan - Violoncelle sur "Kevin et Gaétan", "La Perle" et "Les géants"
- Greg Smith - Guitare sur "M'accrocher?"
- Charles A. Imbeau - Trompette sur "Le but"
- Rosie-Anne Bérubé-Bernier - Voix sur "M'accrocher?" et "Les géants"
- Marie-Anne Alepin et Emmanuel Bilodeau - Voix sur "Les géants"
- Justine Ricard - Voix sur "La perle"
- Jeanne Lavictoire - Voix sur "Secondaire"
- Louis Fréchette - Voix sur "Wendigo"
- La chorale de la Rive-Sud - Voix sur "Le but"
- Alecka et Louis Fréchette Alepin - Voix Additionnelles

#### Échantillons
- "Le mémoire de Loco Locass" contient un extrait de la Commission Bouchard-Taylor
- "La trahison des marchands" contient un échantillon de "Icare" du groupe Cercamon
- "Kevin et Gaétan" contient des extraits du film Maudite Machine
- "Occupation Double" contient un échantillon de "La Comète" d'André Fortin